# Ферум (Вирџинија)
Ферум (енгл. Ferrum) насељено је место без административног статуса у америчкој савезној држави Вирџинија.

## Демографија
По попису из 2010. године број становника је 2.043, што је 730 (55,6%) становника више него 2000. године.
| Група             | 2000.         | 2010.         |
| Белци             | 1.051 (80,0%) | 1.396 (68,3%) |
| Афроамериканци    | 213 (16,2%)   | 444 (21,7%)   |
| Азијати           | 9 (0,7%)      | 13 (0,6%)     |
| Хиспаноамериканци | 22 (1,7%)     | 70 (3,4%)     |
| Укупно            | 1.313         | 2.043         |